# Robert B. Lees
Robert B. Lees (* 9. Juli 1922 in Chicago; † 6. Dezember 1996) war ein US-amerikanischer Linguist.

## Leben
Nach dem Studium an der Universität von Chicago machte er 1950 seinen Abschluss und wurde 1959 promoviert. 1969 folgte er einem Ruf an die Universität Tel Aviv.
Er befasste sich zunächst mit maschineller Sprachübersetzung. Bekannt wurde er u. a. durch seine oft zitierte glottochronologische Arbeit in Language 29-2/1953:113-127 und durch seine kurz nach dem Erscheinen von Noam Chomskys Syntactic Sctructures 1957 ebenfalls in Language veröffentlichte enthusiastische Besprechung des Werkes.

## Werke
- The Phonology of Modern Standard Turkish. Routledge Curzan. ISBN 978-0700708062
- English for Turks. Spoken Language Serv 1981, ISBN 978-0879506148
- mit Braj B. Kachru, Yacov Malkiel, Angelina Pietrangeli: Issues in Linguistics: Papers in Honor of Henry and Renee Kahane. University of Illinois Press 1974, ISBN 978-0252002465
- The Grammar of English Nominalizations
- The Basis of Glottochronology. Language, 29 (1953)